# Florentino Torres Bolado
Florentino Torres Bolado, fue un obrero de los Sindicatos Agrícolas Montañeses, sindicalista y político español, procurador en Cortes durante el período franquista.

## Biografía
Militante falangista, en el santanderino, fue jefe Provincial de Prensa y Propaganda durante la Segunda República Española, habiendo sido encarcelado en seis ocasiones por motivos políticos.
Durante la dominación roja en Santander, estuvo preso  en la cárcel provincial, en el barco prisión Alfonso Pérez, en el penal de El Dueso, y obligado a trabajar en la Brigada Disciplinaria.
Una vez liberada la ciudad de Santander se incorpora  al ejército del bando nacional siendo recompensado con la Medalla de la Campaña, cruz roja al Mérito Militar y Cruz de Guerra, obteniendo también la Cruz Laureada de San Fernando en su modalidad colectiva.

## Parlamentario
Fue procurador de representación sindical en la I Legislatura de las Cortes Españolas (1943-1946) por los obreros del Sindicato Nacional de Ganadería.